# Noyen-sur-Sarthe
Noyen-sur-Sarthe település Franciaországban, Sarthe megyében. Lakosainak száma 2585 fő (2022. január 1.). Noyen-sur-Sarthe Pirmil, Avoise, Dureil, Malicorne-sur-Sarthe, Saint-Jean-du-Bois, Fercé-sur-Sarthe és Tassé községekkel határos.

## Népesség
A település népességének változása:
| Lakosok száma | 2660 | 2654 | 2667 | 2611 | 2625 | 2624 | 2633 | 2613 | 2585 |
|               | 2013 | 2015 | 2016 | 2017 | 2018 | 2019 | 2020 | 2021 | 2022 |